# Hulín
Hulín är en stad i Tjeckien.   Den ligger i regionen Zlín, i den östra delen av landet, 240 km öster om huvudstaden Prag. Hulín ligger 191 meter över havet och antalet invånare är 7 571.
Terrängen runt Hulín är platt.Runt Hulín är det tätbefolkat, med 411 invånare per kvadratkilometer. Närmaste större samhälle är Kroměříž, 5,5 km väster om Hulín. Trakten runt Hulín består till största delen av jordbruksmark.